# Binay Kandulna
Binay Kandulna (Gondra, 3 de janeiro de 1964) é um clérigo católico romano indiano e bispo de Khunti.
Binay Kandulna recebeu o sacramento da ordenação em 23 de abril de 1994.
Em 10 de fevereiro de 2009, o Papa Bento XVI o nomeou como bispo titular de Cissi e bispo auxiliar em Ranchi. Foi ordenado bispo pelo Arcebispo de Ranchi, cardeal Telesphore Placidus Toppo, em 1º de maio do mesmo ano; Os co-consagradores foram William D’Souza SJ, Arcebispo de Patna, e Stephen M. Tiru, Bispo de Khunti.
Foi nomeado Administrador Apostólico de Khunti em 5 de março de 2012 e Bispo de Khunti em 30 de novembro de 2012.